# Lee Bum-young
Lee Bum-young (kor. 이범영; * 2. April 1989 in Seoul) ist ein südkoreanischer Fußballspieler.

## Karriere

### Verein
Lee Bum-young erlernte das Fußballspielen in der Schulmannschaft der Wonsam Middle School sowie im Yongin Football Center. Seinen ersten Vertrag unterschrieb er 2008 bei Busan IPark. Der Verein aus Busan spielte in der ersten Liga des Landes, der K League 1. Ende 2015 musste er mit dem Verein in die zweite Liga absteigen. Für Busan absolvierte er über 100 Erstligaspiele. Nach dem Abstieg verließ er den Verein und ging nach Japan. Hier verpflichtete ihn der in der ersten Liga, der J1 League, spielende Avispa Fukuoka. Am Ende der Saison stieg er mit dem Verein aus Fukuoka in die zweite Liga ab. 2017 kehrte er nach Südkorea zurück. Hier schloss er sich dem Erstligaaufsteiger Gangwon FC aus Gangwon-do an. Für Gangwon stand er 66-mal in der ersten Liga zwischen den Pfosten. Anfang 2019 unterschrieb er einen Vertrag beim Ligakonkurrenten Jeonbuk Hyundai Motors. 2019 und 2020 wurde er mit Jeonbuk südkoreanischer Meister. Den Korean FA Cup gewann Jeonbuk 2020. 

### Nationalmannschaft
Lee Bum-young nahm 2012 mit der südkoreanischen Olympiamannschaft an den Olympischen Sommerspielen in England teil. Hier kam er im Viertelfinale sowie im Halbfinale zum Einsatz. Mit der U20 nahm er an der  U20-Weltmeisterschaft 2009 in Ägypten teil. Hier kam er einmal im Gruppenspiel gegen Kamerun zum Einsatz. 2011 spielte er einmal in der U23. Für die A-Nationalmannschaft stand er 2014 in einen Freundschaftsspiel gegen Uruguay im Tor.

## Erfolge
Jeonbuk Hyundai Motors
- K League 1: 2019, 2020
- Korean FA Cup: 2020